# Kratonohy
Kratonohy är en ort i Tjeckien. Den ligger i den centrala delen av landet, 80 km öster om huvudstaden Prag. Kratonohy ligger 231 meter över havet och antalet invånare är 567.
Terrängen runt Kratonohy är platt.Runt Kratonohy är det ganska tätbefolkat, med 75 invånare per kvadratkilometer. Närmaste större samhälle är Hradec Králové, 16,7 km öster om Kratonohy. Trakten runt Kratonohy består till största delen av jordbruksmark.